# Condylarthra

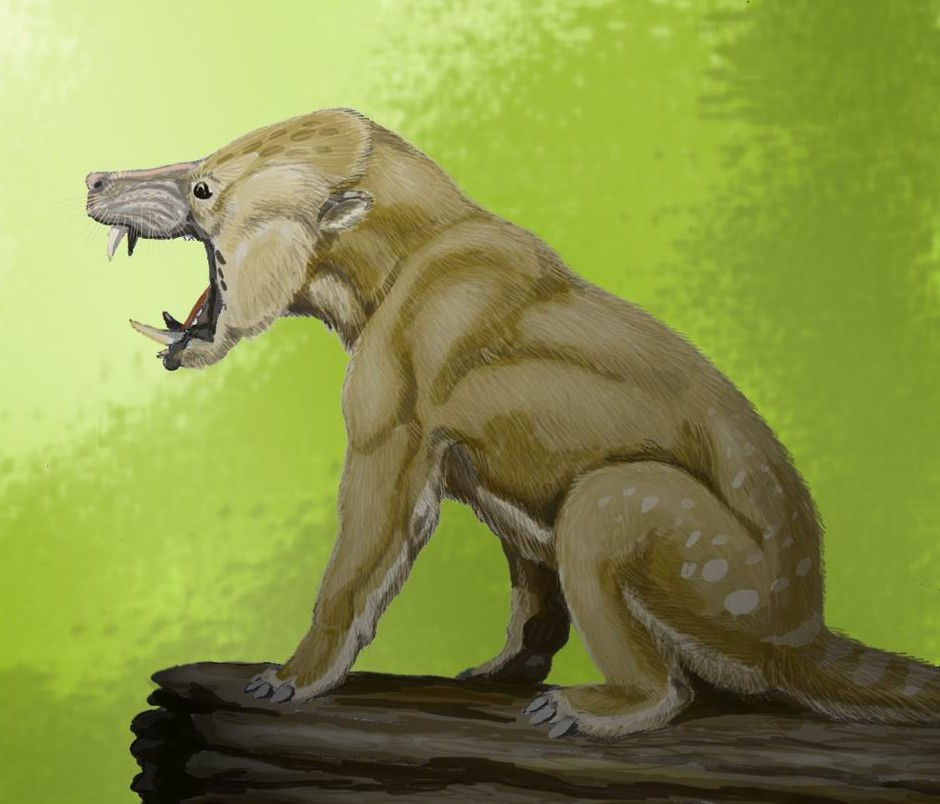
Arctocyonidae

Condylartha är ett samlingsnamn för primitiva hovdjur. Dessa fyllde i början av däggdjursepoken många olika nischer. Utdöda arter som räknades till Condylartha levde mellan tidig paleocen och senare eocen. Tidiga förfäder till gruppen levde redan under senare krita. En del arter utvecklades till formidabla köttätande former större än den största björn. Exempelvis Andrewsarchus som kan vara det största köttätande däggdjur som någonsin funnits.
De äldsta medlemmar av Condylartha hade tänder som troligen användes för att äta frukter och ryggradslösa djur utan hårt skal.
Condylarthra är parafyletisk, alltså inget taxon.